# マスティク島
マスティク島（マスティクとう、Mustique）は、カリブ海のグレナディーン諸島にあるセントビンセント・グレナディーン領の島の1つで、名高いリゾート地である。

## 概要
マスティク島はカリブ海きっての有名なリゾート地であり、9ヶ所ある美しい白いビーチや豊かな自然などが魅了する島である。ミック・ジャガーやデヴィッド・ボウイなどもプライベート・ビーチとして、マスティク島に別荘を建てている。
面積5.70km2、人口は約1,200人で、島民以外にマスティク社や建設会社その他の企業の従業員などがいる。中心地は1964年に作られたラベルという村である。

## 歴史
スペインが発見したが、18世紀にはイギリスの支配下にあった。その時代に、フランスの攻略への備えとして造られた3つの砦が現在も残っている。その後マスティク島は綿と砂糖のプランテーションとして発展していったが、砂糖のプランテーションはなくなった。
1865年にセントビンセント島のヘイゼル家によって1つの地所に入れられたが、マスティク島は不継定化の状態の中にあった。1958年にコリン・テナント男爵によって4万5千米ドルでマスティク島は買い取られ、個人所有の島となった。
イギリスのマーガレット王女はマスティク島の土地のうち約10エーカーの小区画を、1960年の結婚祝いとして、マスティク島の所有者であるテナントから贈られた。1968年に方針が変わり、マスティック島を元のままで保存する意思のある部外者に開放した。
セントビンセント政府とマスティク社の間で経済発展のための合意がなされると、1969年に空港が開かれた。最初の新しい別荘が建てられ、店やビーチ・バーやレストラン、整備された病院など建てられ、島の子供は優れた学校に通っている。1989年にマスティク島は一家族の地所から、数世代にわたって島を継持し、改善する人々のコミュニティーの場所となった。全ての島民に医療保険が提供されており、1968年以降に1億ドル以上がマスティク島へ投資されている。
1997年よりマスティク島名義の切手が発行されている。

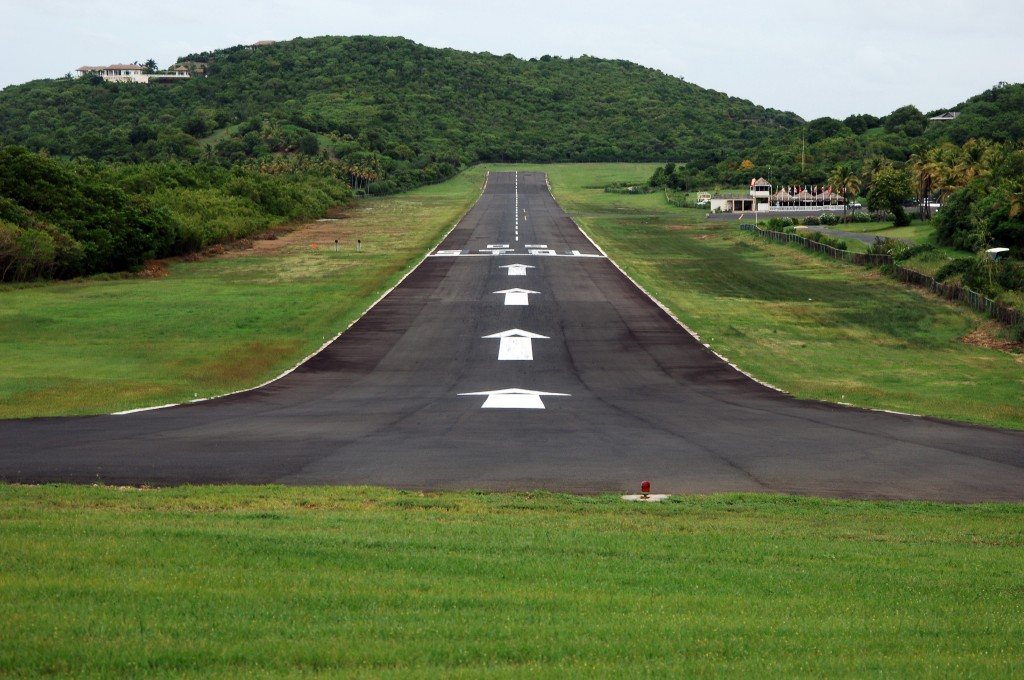
空港
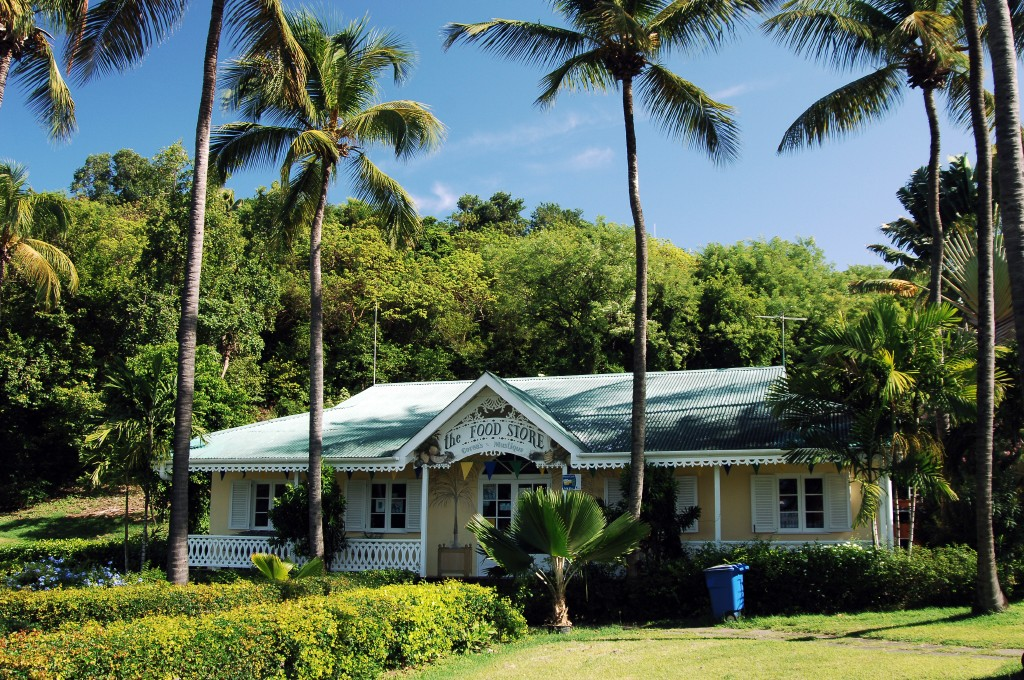
フードストア
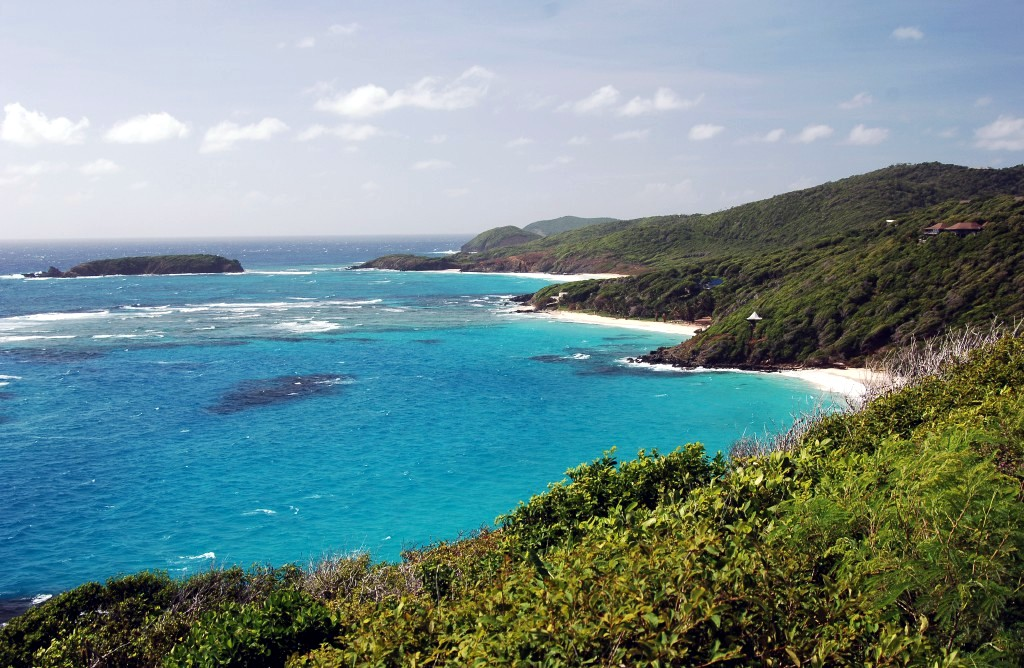
東側のビーチ
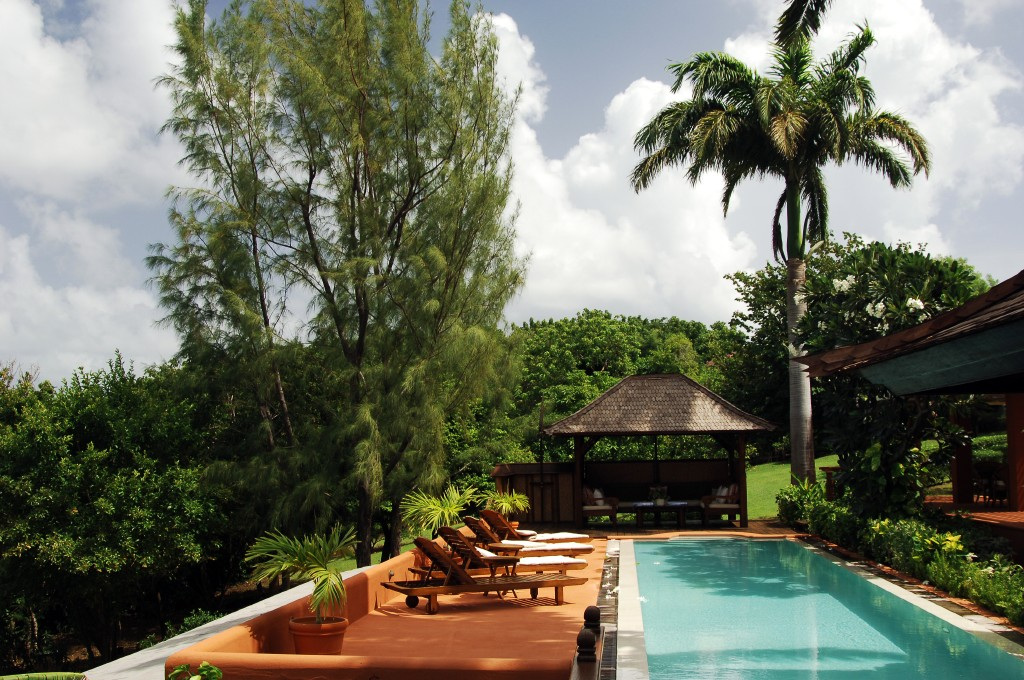
別荘